# تيري أدكينز
تيري أدكينز (بالإنجليزية: Terry Adkins)‏ هو فنان أداء وموسيقي وفنان ومصور أمريكي، ولد في 9 مايو 1953 في واشنطن العاصمة في الولايات المتحدة، وتوفي في 8 فبراير 2014 في بروكلين في الولايات المتحدة بسبب قصور القلب.